# Julius von Twardowski-Skrzypna

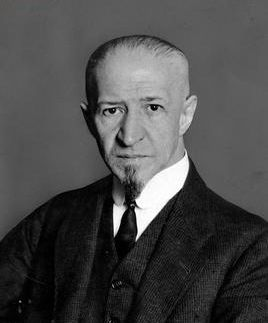
Julius von Twardowski-Skrzypna

Julius von Twardowski-Skrzypna (abweichende Namensschreibweise: Juliusz Twardowski von Skrzypna Ogończyk; * 23. Jänner 1874 in Wien; † 6. Juni 1945 in Krakau) war ein österreichisch-polnischer Jurist, Politiker, Diplomat und Schriftsteller, der unter anderem zwischen 1917 und 1918 Minister ohne Geschäftsbereich war. In dieser Funktion war er Minister für Galizien und in der Folgezeit für die österreichisch-polnischen Beziehungen tätig.

## Leben
Julius von Twardowski-Skrzypna, Sohn des aus Galizien stammenden Juristen und Beamten Hofrat Pius Twardowski von Skrzypna Ogończyk und dessen Ehefrau Malwina Twardowski von Skrzypna Ogończyk, geb. Kuhn, war ein jüngerer Bruder des Philosophen und Logikers Kazimierz Twardowski sowie ein Cousin des römisch-katholischen Geistlichen Bolesław Twardowski, der zwischen 1923 und 1945 Erzbischof von Lemberg war. Er selbst begann nach der Matura an einem Gymnasium in Wien ein Studium an der Universität Lemberg, das er zwischen 1896 und 1897 an der Universität Wien fortsetzte. 1897 erwarb er einen Doktor der Rechte an der Universität Lemberg und nach der Fortsetzung seines Studiums von 1898 und 1899 zudem 1900 einen Doktor der Rechte an der Universität Wien. Im Anschluss trat er als Beamter in den Staatsdienst und war zunächst in der Finanzverwaltung von Niederösterreich und im Präsidialbüro der Österreichischen Handelskammer tätig, ehe er Mitarbeiter im Ministerium für öffentliche Arbeiten wurde. Als solcher unternahm er 1910 eine Reise für wirtschaftliche Beziehungen mit Südamerika und wechselte nach seiner Rückkehr 1911 als Sektionschef ins Ministerium für Galizien, das von einem Minister ohne Geschäftsbereich geleitet wurde.
Am 23. Juni 1917 übernahm von Twardowski-Skrzypna schließlich selbst als Minister ohne Geschäftsbereich die Leitung des Ministeriums für Galizien im Ministerium Seidler und bekleidete dieses Amt bis zum 26. Juli 1918. Während des Ersten Weltkrieges war er Obmann des von ihm mit organisierten Hilfskomitee für Flüchtlinge aus Galizien und der Bukowina KPUGB (Komitet Pomocy dla Uchodźców z Galicji i Bukowiny), das für die Verteilung finanzieller Hilfe an die schulische und akademische Jugend sowie an Wissenschaftler und ehemalige polnische Legionäre zuständig war. Des Weiteren verfasste er Artikel für die Tageszeitung Wiedeński Kurier Polski. 
Nach Kriegsende war Julius von Twardowski-Skrzypna nach der Wiedereinsetzung des polnischen Staates zwischen 1919 und 1920 zunächst Bevollmächtigter für Liquidierungsangelegenheiten in Wien. 1920 wurde er Mitarbeiter der Gesandtschaft Polens in Österreich. Ferner fungierte er zwischen 1921 und 1938 als Präsident der Österreichisch-Polnischen Handelskammer sowie in Personalunion von 1923 bis 1930 als Präsident der Austropolnischen Bank. Darüber hinaus war er zwischen 1924 und 1929 erstmals Vorsitzender der österreichischen Sektion der Vereinigung polnischer Verbände (Związek Stowarzyszeń Polskich) sowie zeitgleich zwischen 1924 und 1929 auch Vorsitzender der Gesellschaft zur Pflege des polnischen Schulwesens in Österreich (Towarzystwo Opieki nad Szkolnictwem Polskim w Austrii). Darüber hinaus engagierte er sich von 1928 bis 1929 als Vorsitzender der polnischen Delegation bei den Wirtschaftsverhandlungen mit dem Deutschen Reich sowie zwischen 1936 und 1938 erneut Vorsitzender der österreichischen Sektion der Vereinigung polnischer Verbände. Außerdem war er als Vertreter der Polnischen Akademie der Gelehrsamkeit PAU (Polska Akademia Umiejętności) Mitglied des Kuratoriums des Polnischen Hauses (Dom Polski) in Wien.
Julius von Twardowski-Skrzypna war seit 1919 mit Paulina „Paula“ Smolinowa, geb. Schwabe, verheiratet, und Adoptivvater des Wirtschaftswissenschaftlers Aurel (Aureliusz) Zoepenk-Twardowski. 

## Veröffentlichungen
Neben seinen politischen, diplomatischen und sozialen Tätigkeiten verfasste von Twardowski-Skrzypna, der sich auch für das Andenken an die Schlacht am Kahlenberg am 12. September 1683 sowie die Werke von Henryk Sienkiewicz und Stefan Żeromski engagierte, verschiedene Bücher zu politischen, literarischen und kulturellen Themen, die sich mit Polen und Galizien befassten, aber auch Beiträge für das zwischen 1924 und 1929 in drei Bänden erschienene Wörterbuch des Völkerrechts und der Diplomatie. Zu seinen Werken gehören:
- Unsere katholische Kirchenmusik von heute. Eine kritische Studie, 1896
- Statistische Daten über Oesterreich…, 1902
- Die Industrialisierung Galiziens, 1912
- Galizien, 1913
- Illustrierter Führer durch Galizien, 1913
- Balkans et Baltique, 1926
- Das Geschäft mit Polen, 1931
- Graf Skrzyński (19. März 1882–25. September 1931), 1931
- Unbekanntes über Goethes „allerschönste Zeit“: Marianne von Willemer, 1932
- Lanckoroński, 1935
- Goethe und Polen, Polen und Goethe, 1933